# Останнє танго
«Останнє танго» (1918 рік) - український художній німий фільм В'ячеслава Вісковського. Вийшов на екрани 31 травня 1918 року.
Останнє танго
Жанри: драма
мелодрама
Режисер: В'ячеслав Вісковський
В головних ролях: Віра Холодна, Йосип Рунич, Іван Худолєєв 
Оператор: Володимир Сіверсен
Кінокомпанія: Торговий дім Харитонова
Країна: Українська держава - РСФРР
Мова: українська, російська 
Рік: 1918
Інша назва - «Під спекотним небом Аргентини». Фільм зберігся не повністю.

## Сюжет
На сюжет романсу з репертуару Ізи Кремер.
Джо і Кло заробляють собі на життя танцями в нічних шинках. Джо закоханий у чарівну Кло і сильно ревнує її.
Якось у ресторанчику, де вони виступають, з'являється англійський турист сер Стоун. Він захоплений красою Кло, він не відриває від неї погляду та замовляє  один танець за іншим. Джо вмовляє Кло збавити сера Стоуна, щоб потім  вони разом могли його пограбувати. При цьому він  попереджає, щоб Кло не надумала захопитися англійцем, інакше він  уб'є її.
Кло кокетує з англійцем, починає симпатизувати йому і видає план Джо. Сер Стоун і Кло вдвох їдуть до Парижа.
Кло кохає його, він оточує свою кохану розкішшю та увагою. Але поступово багате і спокійне життя набридає палкій аргентинці. Вона просить щоб сер Стоун водив її до ресторанів, де Кло самобутньо танцює танго.
Якось у ресторані з'являється Джо, який гастролює  у Парижі з новою  партнеркою. Він  бачить Кло, ревнощі душить його,  він кидається до неї  і захоплює Кло в танець.   З останніми  акордами  музики  Джо вихоплює  ніж і встромляє  їй в груди...

## В Ролях
Віра Холодна - танцівниця Кло
Йосип Рунич - партнер Кло, Джо 
Іван Худолєєв- сер Стон
О.Александров - кельнер

## Знімальна група
Режисер: В'ячеслав Вісковський 
Оператор: Володимир Сіверсен 
Художник: Олексій Уткін
Продюсер: Дмитро Харитонов